# Незнаново (Рязанская область)
Незнаново — село в Кораблинском районе Рязанской области России, входит в состав Незнановского сельского поселения.

## Географическое положение
Незнаново находится в северной части Кораблинского района, в 10 км к северу от Кораблино.
По северной окраине села протекает река Проня.

## Население
| 1859 | 1897  | 1906  | 2010 |
| ---- | ----- | ----- | ---- |
| 2452 | ↗3141 | ↗3684 | ↘607 |

## История

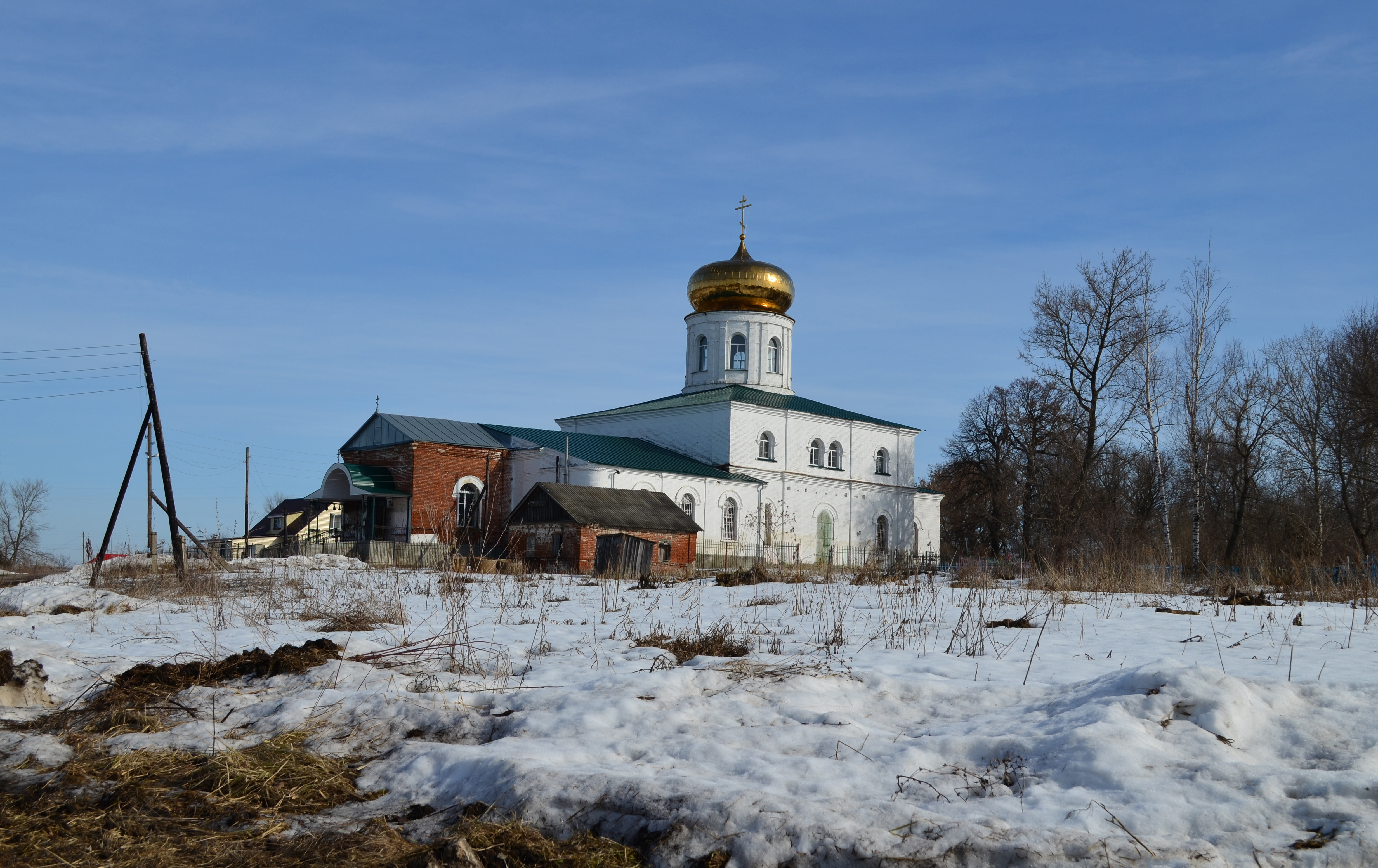
Незнаново. Церковь Параскевы Пятницы

В платежных книгах Пехлецкого стана 1594—1597 годов упоминается село Незнаново. Оно являлось в то время вотчиной и находилось во владении Спасского Преображенского монастыря, расположенного в городе Переславле Рязанском.

### Легенда о Старом Седле
Среди местных жителей ходит рассказ о воине, освободившем крестьян от барщины.
Один солдат, уроженец этих мест, отличился в сражениях, и Пётр I, пожелав его отметить за проявленную храбрость, спросил, чего бы тот желал получить в награду.
Смекалистый солдат попросил его наградить старым седлом и выдать об этом «бумагу». На все увещевания выбрать более стоящий подарок не поддался. Вот с этой «бумагой» он явился на малую родину, предъявив её помещику, освободил крестьян от крепостничества, сделав их свободными подданными царя. Все попытки помещика через суды вернуть Старое Седло были тщетны. С царём не поспоришь.
Однако ещё в 1594 году село упоминается как Незнаново.
В 1699 году отсюда перевезли часть крестьян для основания села Нижнеспасское.
На 1915 год:
домов и хозяйств — 608.
Число душ: муж. — 2273, жен. — 2326.
Имеется в приходе школа Земская учреждена в 1880 г. В которой 130 мальчиков 70 девочек.
Последним старостой перед революцией был крестьянин с. Незнаново Яков Малахов. По клировой ведомости за 1915 г. с 10 января 1898 г. священником в церкви был Гавриил Михайлович Фиников, вторым священником с 6 ноября 1912 г. был Иоанн Алексеевич Страхов.
Сведений о закрытии храма не имеется, так как многие храмы закрывались без решения вышестоящих органов. Земля, здания и имущество до 1917 г. принадлежали Русской Православной Церкви.
Храм находился в полном разорении до 1991 года. Использовался как складское помещение колхоза и сельский клуб. В 1993 году стараниями сельчан храм передан Русской Православной Церкви, в этом же году состоялось его освящение. К настоящему времени здание храма частично утратило свой первоначальный вид. Отсутствует колокольня и четыре малых купола.

## Инфраструктура
Действуют отделение почтовой связи (индекс 391231), основная общеобразовательная школа, фельдшерско-акушерский пункт, сельскохозяйственное предприятие — ООО им. Пряхина В. Г..
Имеется Церковь Святой Великомученицы Параскевы Пятницы, построенная в период между 1848 и 1856 годами.

## Транспорт
Незнаново пересекает автотрасса регионального значения Р-126 «Рязань—Ряжск». Связь с райцентром осуществляется междугородним маршрутом «Кораблино—Рязань» (№ 525).